# Фитсанулок
Фитсанулок е една от 76-те провинции на Тайланд. Столицата ѝ е едноименния град Фитсанулок. Населението на провинцията е 792 678 жители (2000 г. – 27-а по население), а площта 10 815,8 кв. км (16-а по площ). Намира се в часова зона UTC+7. Разделена е на 9 района, които са разделени на 93 общини и 993 села.